# Constantin Daniel Rosenthal
Constantin Daniel Rosenthal (n. 1820, Pesta, Regatul Ungariei – d. iulie 1851, Pesta, Regatul Ungariei) a fost un pictor, sculptor și revoluționar român de etnie evreiască.

## Revoluția de la 1848 - un reviriment în arta românească

### Abordari din perioada regimului comunist din România
Perioada premergătoare Revoluției din 1848, pregătirea acesteia, lupta pentru cucerirea libertăților, intervalul de guvernare constituțională și activitatea politică pe care au desfășurat-o exilații după înfrângerea revoluției, au alcătuit o epocă remarcabilă pentru istoria României și pentru arta și cultura autohtonă. Cei mai importanți artiști ai vremii s-au implicat activ în acțiunile revoluționare încă de la începutul lor și și-au adus aportul la alungarea domnitorului Gheorghe Bibescu și la instaurarea unui regim constituțional. Arta românească a cunoscut în acel moment un puternic impuls, fapt pentru care nivelul atins a fost mult mai ridicat decât tot ce a existat mai bun în primele patru decenii ale secolului al XIX-lea.
Lupta pe care artiștii au dus-o pentru cauzele revoluției a avut o importanță decisivă. Datorită bătăliilor pe care le-au purtat animați de idealurile de independență națională, aceștia și-au schimbat felul de a simți și a gândi și au filtrat totul prin conștiința combatantului social și politic. Caracterul militant și nu în ultimul rând patriotic s-a datorat nu hazardului, ci apariției unui nou tip de cetățean-artist ce era conștient de latura educativă a artei, precum și a rolului pe care aceasta o avea în promovarea libertăților și a progresului social.
Cu ocazia Revoluției din 1848, arta a părăsit saloanele cosmopolite și luxoase ale boierilor și ale negustorilor bogați și s-a adresat direct maselor populare. Acest demers a dus la crearea unor opere pătrunse de un avânt eroic și grav. Artiștii Gheorghe Tattarescu, Gheorghe Năstăseanu, Theodor Aman, Mișu Popp, Constantin Lecca, Costache Petrescu și Petre Mateescu au fost cu toții prezenți la revoluție. Mișu Popp și Năstăseanu au fost chiar luptători în sensul militar și politic, ultimul luptând pe baricadele de la Roma și primul în Ardeal.

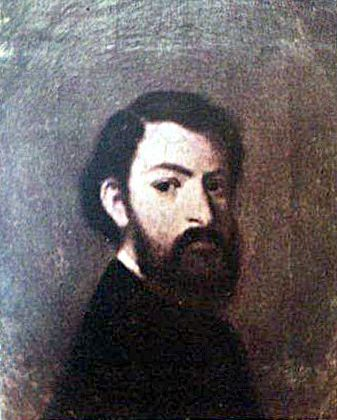
Barbu Iscovescu

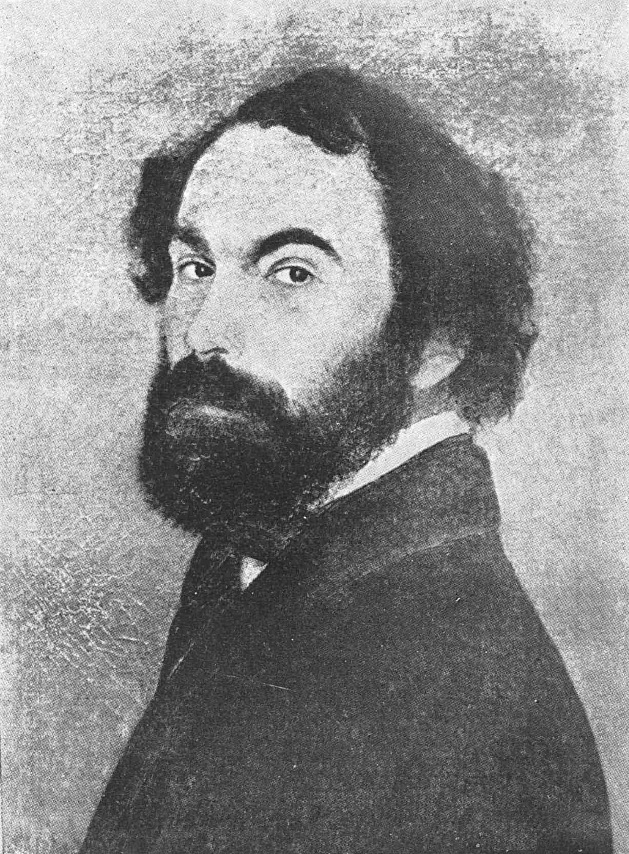
Ion Negulici

În istoria picturii românești, Constantin Daniel Rosenthal împreună cu Barbu Iscovescu și Ion Negulici au alcătuit celebrul grup de pictori revoluționari de la 1848 care au fost promotorii artei în România. Până la ei, pictura românească se limitase, cu rare excepții, la realizarea de portrete convenționale care înfățișau figurile clientelei comanditare. Prin ei, s-a simțit o primenire a concepției despre artă în sensul atribuirii acesteia a rolului activ, educator și politic. Elocventă în acest sens este opinia lui Alexandru Golescu:
„... Muzica și arta desenului sunt îndeosebi potrivite să dezvolte simțământul național al mulțimilor... O muzică națională e vibrația sufletului unei națiuni, un tablou, o statuie națională este ca o pietrificare a unei mari gândiri naționale: poporul o prinde, pentru că ea are o formă care trece din generație în generație.”—Scrisoarea lui Alexandru Golescu din decembrie 1846
La mijlocul secolului al XIX-lea, Principatele românești se aflau în faza de început a capitalismului și lupta pentru trezirea sentimentului național s-a constituit într-o trăsătură principală a realităților de atunci. Acest sentiment național s-a oglindit în opera acestui grup de pictori cu multă strălucire, așa cum s-a reflectat și în literatura epocii și în mișcarea de renaștere culturală. Prin creația lor și prin activitatea revoluționară la care aceștia au participat în mod activ și voluntar, Rosenthal, Negulici și Iscovescu s-au dovedit a fi exponenții unei noi concepții artistice prin care au dorit să răspândească prin opera lor, ideile revoluției pentru sprijinirea luptei poporului pentru libertate și independență.

## Date biografice
Numele pictorului este cunoscut în România ca fiind Constantin Daniel Rosenthal și în arta plastică maghiară ca David (Constantin) Rosenthal. Informațiile despre viața și activitatea artistului suferă de neclarități și incertitudini. Principalii biografi ai pictorului au fost in ordinea cronologică a scrierilor care au apărut de-a lungul timpului, următorii critici și istorici de artă: George Oprescu (1943), Petre Constantinescu-Iași (1948), Ion Frunzetti (1955) și Dan Grigorescu (1973) (vezi bibliografia). Exceptându-l pe Petre Constantinescu-Iași, ceilalți și-au expus opiniile de multe ori controversate si contradictorii, fapt care s-a tradus în final la redarea unei vieți pline de avânt romantic și de nimb de poezie. Constantinescu-Iași a realizat în anul 1948 o sinteză cuprinzătoare a celor trei artiști de la 1848 în care a adus, în ceea ce-l privește pe Rosenthal, o serie de surse autentice semnate de Constantin A. Rosetti, Vintilă C. A. Rosetti, C. Săteanu, Barbu Lăzăreanu, Jules Michelet și referințe la cronici de presă ale timpului din Românulu, Israelitul român, Courier francais, Adevărul literar și artistic, Curierul israelit, L'art roumain. De asemenea el a făcut trimiteri și la investigațiile publicate de George Oprescu cu cinci ani înainte. Sursele celorlalți istorici sunt lapidare și informațiile par a fi mai degrabă argumente care stau la baza unor prezentări literare decât a unei analize succinte ce-și trage seva din documente credibile (vezi bibliografia).
Constantin Daniel Rosenthal s-a născut la Pesta, într-o familie de negustori[A] evrei unguri. Anul 1820 a fost acceptat de către biografii lui Rosenthal ca an al nașterii sale pe baza cercetărilor pe care istoricul de artă George Oprescu le-a realizat în acest sens, în lipsa unor documente care să certifice fără tăgadă adevărul.[B] Informațiile despre studiile pictorului sunt abigue și controversate, în sensul că nu se știe cu certitudine dacă acesta ar fi urmat vreo școală normală sau superioară de arte plastice.[C] Afirmațiile istoricilor Dan Grigorescu, George Oprescu și Ion Frunzetti nu fac nicio trimitere către vreo sursă de încredere.

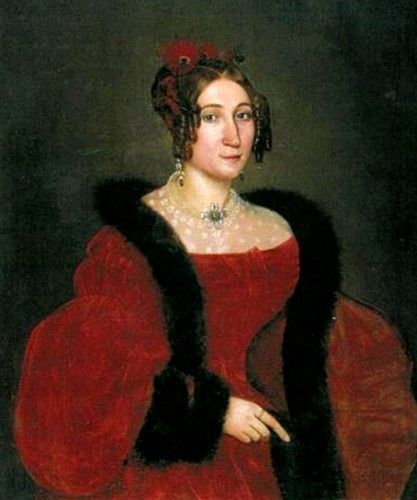
Portret de femeie din familia Văleanu (1843-1844)

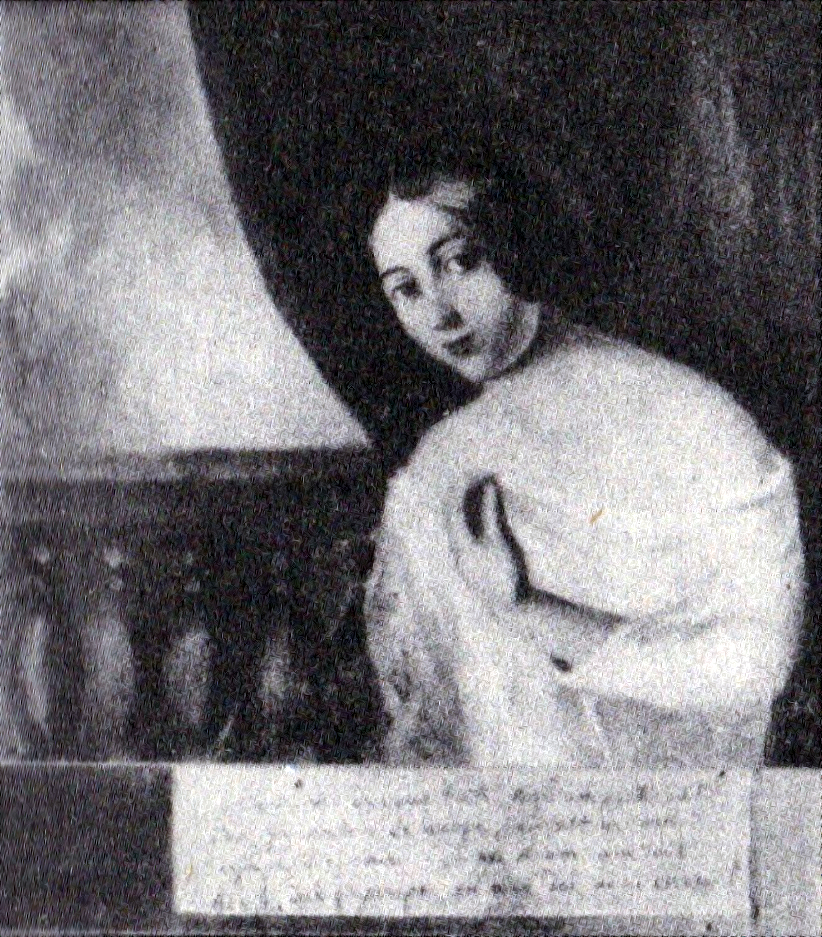
Portretul doamnei Filipescu (1842)

Toate sursele menționează faptul că pictorul ar fi sosit la București în anul 1842.[D] Argumentul care validează informația sunt portretele făcute de artist unor personaje din protipendada Bucureștiului, unele dintre ele purtând anul 1842 ca datare de execuție - portretul doamnei Filipescu considerat a fi primul tablou realizat la venirea sa în Țara Românească, a lui Văleanu și Socolescu. În perioada 1843-1844, Rosenthal a pictat un număr mare de portrete printre care cele care îl reprezintă pe Nicolae Bălcescu, pe boierul Cătuneanu, și pe Mașenca Filliti.
Proaspăt sosit, Rosenthal a intrat, în primii doi ani, în cercurile intelectualilor bucureșteni și a legat prietenii cu inginerul Cretzeanu, Vasile Mălinescu și Constantin A. Rosetti. În anul 1844 a plecat la Paris împreună cu Mălinescu.

## Opera

### Sculptură

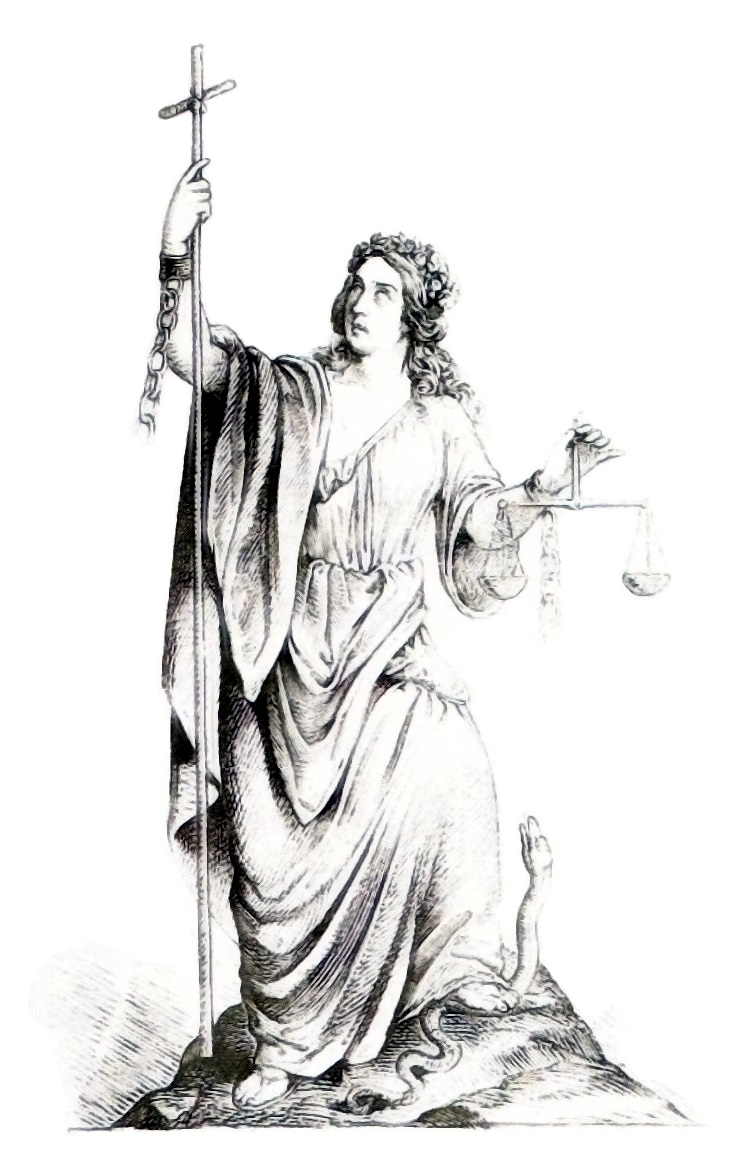
Statuia Libertății din Piața Vorniciei - imaginea statuii a fost publicată în „Illustrirte Zeitung” din Leipzig, no. 317/28 iulie 1849

În ziua de 23 iunie 1848 in Piața Vorniciei din București a fost inaugurată prima statuie de for public intitulată „Statuia Libertății” sau „România Deliverată”, operă a lui Constantin Rosenthal. Statuia, în stil neoclasic, reprezenta o alegorie a ideilor pașoptiste, sub chipul unei femei ținând în mâini o cumpănă și o cruce, amplasată pe un piedestal de piatră. De frica unei intervenții ale trupelor otomane și rusești, caimacamul conservator Emanoil Băleanu a dispus ca în noaptea de 28 spre 29 iunie 1848 statuia să fie distrusă. Pașoptiștii au condamnat acest gest de distrugere a unei opere de artă, numindu-l un act de vandalism.

## Controverse și incertitudini

### Familia
Ion Frunzetti a făcut afirmația că familia artistului ar fi fost una de negustori de origine evreiască avută și foarte cunoscută în peisajul comercial al Pestei din acele vremuri. Istoricul chiar a menționat pe un unchi al pictorului - Samuel Rosenthal, care era directorul revistei Oglinda (în limba germană - Der Spiegel), fără a indica vreo sursa documentară în acest sens. Istoricul George Oprescu a amintit doar etnia familiei, în timp ce Petre Constantinescu-Iași a relatat faptul că familia l-ar fi ajutat financiar pe Rosenthal chiar și atunci când situația materială nu i-ar fi permis acest lucru. Dan Grigorescu pare că ar fi preluat afirmațiile lui Frunzetti menționând aceleași informații, fără a aduce surse.
În biografia lui Rosenthal publicată în anul 1955, Frunzetti a identificat două portrete realizate de către artist pe care le-a atribuit tatălui și mamei pictorului, fără ca să-și argumenteze afirmația. În toate comentariile ceilorlalți analiști ai vieții și activității lui Rosenthal nu apar confirmări ale ipotezei aduse de istoricul de artă (vezi bibliografia), cu excepția biografiei literare a lui Dan Grigorescu care a publicat aceleași portrete cu aceleași titulaturi, fără alte explicații.

### Anul nașterii
Într-o lucrare de seminar a profesorului Mircea Nădejde, cel care a devenit la Universitatea din București - profesor de Istoria Artei, apare un citat preluat din jurnalul scris de Constantin Rosenthal în anul 1846 despre o terță persoană: „... el nu are decât 20 de ani... îmi amintește ceea ce eram eu acum șase ani” (franceză „... il n'a plus que 20 ans, l'innocence même... Je me rappelle ce que j'avais été il y a 6 ans”). Jurnalul lui Rosenthal ar fi fost scris pentru Constantin A. Rosetti. Din spusele lui George Oprescu, Nădejde a făcut studii serioase pentru lucrarea sa în care a folosit materiale inedite. Aceeași informație cu același citat a fost menționată și de Petre Constantinescu-Iași făcând trimitere la lucrarea lui George Oprescu din anul 1943. Ion Frunzetti a menționat doar anul 1820 ca an de naștere fără a face specificații suplimentare. Dan Grigorescu a amintit că în anul 1837, Rosenthal se înscria la Academia de Arte Frumoase din Viena, moment în care avea doar 17 ani. Referința informației adusă de Grigorescu trimitea de fapt la o notă explicativă prin care menționa că majoritatea biografilor artistului „au căzut de acord” că Rosenthal s-ar fi născut în anul 1820. Afirmația notei făcea trimitere la biografia lui Frunzetti care de fapt nu a adus comentarii subsidiare.

### Studiile la Academia de Artă din Viena
Despre educația pictorului și studiile pe care le-ar fi urmat, informațiile suferă de incertitudini. Astfel, biografiile lui Ion Frunzetti și Dan Grigorescu susțin la unison faptul că Rosenthal ar fi urmat cursurile Academiei de Artă din Viena. Niciunul dintre autori nu au adus vreo sursă care să certifice afirmațiile. Nici referințele puse la dispoziție de Constantinescu-Iași nu susțin o asemenea ipoteză, ba mai mult, acesta din urmă afirmă că educația artistului nu a fost prea completă, deoarece Rosenthal a menționat în jurnalul său de după anul 1848 că având lipsuri în educația plastică a încercat să se cultive singur, făcând trimitere la o afirmație a lui Oprescu. George Oprescu s-a mărginit a afirma că Rosenthal s-ar fi format la școala vieneză, fără a aduce date sau surse suplimentare.
Ion Frunzetti a menționat în plus, fără a aduce surse credibile, că la vârsta de 17 ani - în anul 1837, Constantin Daniel Rosenthal a plecat la Viena să se înscrie la Academia de Arte tocmai din cauza inexistenței la Pesta a unei forme de învățământ artistic organizat, precum și din dorința de a fi mai departe de propria sa familie. Relatarea lui Frunzetti pare că ar fi fost preluată de Dan Grigorescu care a amintit-o din nou și care, a adus un plus de date nesusținute de surse, cum că prin plecarea la Viena s-ar fi produs o ruptură între artist și familie. Grigorescu a menționat în plus că artistul ar fi terminat școala în anul 1839, amintind faptul că alți biografi au considerat că Rosenthal a terminat cursurile academiei în anul 1840, așa cum a afirmat și Ion Frunzetti.

### Sosirea artistului la București
Conform istoricilor de artă, pictorul Rosenthal ar fi venit la București prin anul 1842. Afirmația îi aparține lui George Oprescu care a adus ca argument datarea unui portret realizat de artist unei doamne din familia Filipescu.[a] Ion Frunzetti a motivat venirea artistului în Țara Românească din cauza unui conflict pe care Constantin l-ar fi avut cu familia sa. Sosirea la București ar fi survenit ulterior absolvirii Academiei de Artă de la Viena unde a stat o perioadă premergătoare anului 1842, în care a câștigat bani din vânzarea unor ipotetice lucrări de pictură pe care le-a realizat. Oprescu a menționat că, de fapt, nu se cunosc motivele adevărate pentru care Rosenthal ar fi ales să meargă la București. Aceeași afirmație a făcut-o și Constantinescu-Iași care a făcut trimitere la o ipoteză pe care tot Oprescu a emis-o, și anume că artistul ar fi fost influențat de colegii săi din Pesta sau chiar de la Viena. Constantinescu-Iași a enunțat și presupunerea ca de fapt Rosenthal ar fi fost trimis la București de o organizație francmasonică de la Budapesta. Frunzetti a susținut și o altă ipoteză lansată tot de Oprescu prin care decizia de a veni la București a artistului s-ar datora unei ipotetice întâlniri dintre Rosenthal și Ion Negulici la Viena, unde aceștia s-ar fi împrietenit.

## In memoriam
- Sculptorul Ion Jalea a realizat statuia lui Constantin Daniel Rosenthal din ghips.[37]
- O stradă din București[38] și una din Ploiești[39] poartă numele pictorului Constantin Daniel Rosenthal.

## Galerie

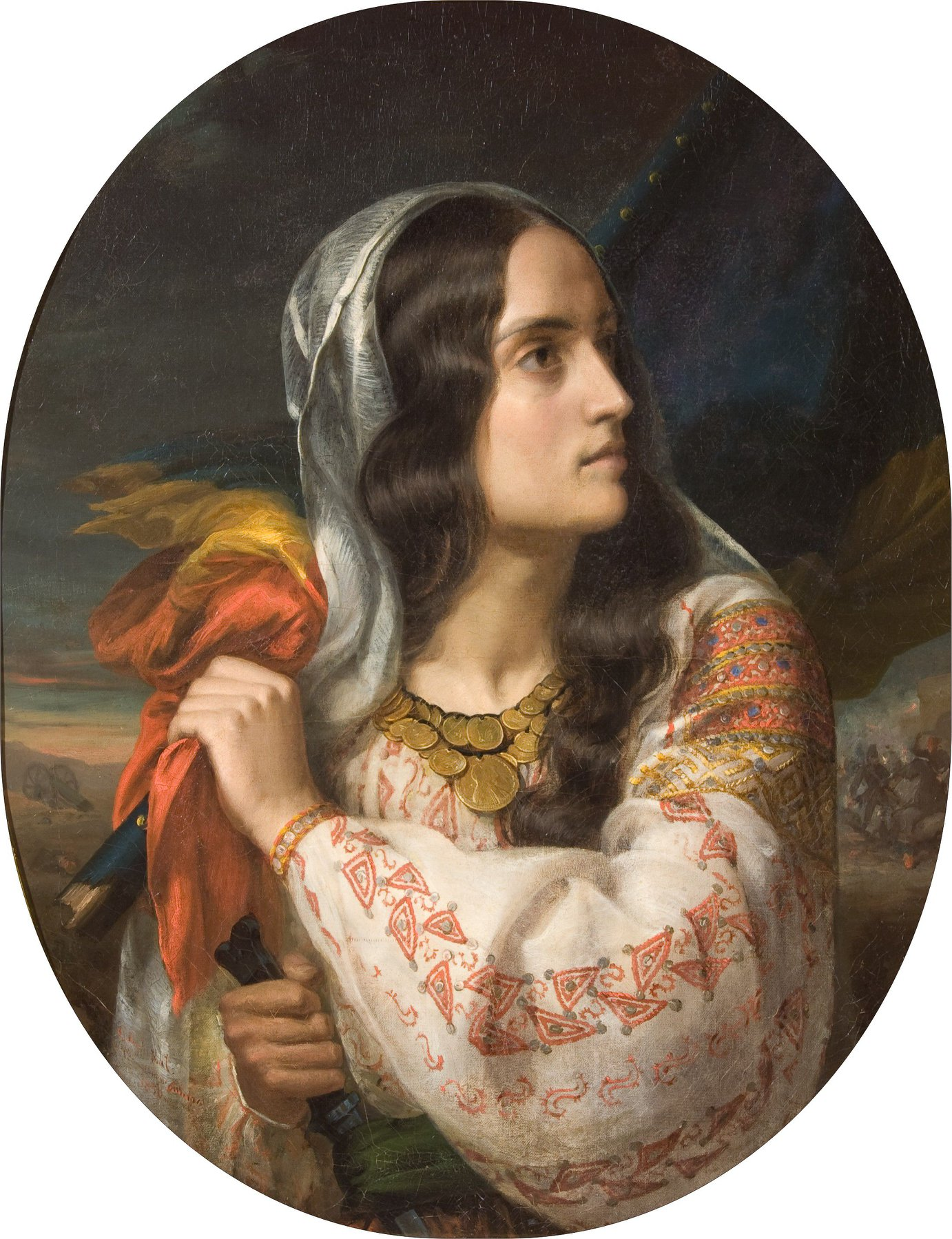
Constantin Daniel Rosenthal  - România Revoluționară (modelul este Maria, soția lui C.A. Rosetti)
Statuia lui Rosenthal din ghips, realizată de sculptorul Ion Jalea